# Накип (мінерал)
Накип у мінералогії — поширена назва ряду мінералів, які утворюються, як правило, під час кипіння та випаровування рідини.
Розрізняють:
- накип арагонітовий (оолітовий різновид арагоніту);
- накип арсеновий (скородит);
- накип арсеново-залізний (пітицит);
- накип залізний (суміш арсенатів, головним чином пітициту й скородиту);
- накип кременистий, накип опаловий — (ґейзерит)
- накип мідний (тироліт);
- накип перламутровий (різновид опалу з перламутровим блиском, який випадає з гарячих джерел);
- накип перлинний (накип перламутровий);
- накип фосфорно-залізний (діадохіт — водний основний фосфат-сульфат заліза Fe4[(OH)4|(PO4, SO4)3•13H2O);
- накип фосфорно-арсеново-залізний (суміш діадохіту і скородиту).